# Дух мёртвых не дремлет
«Дух мёртвых не дремлет» (Manao Tupapau) — картина французского художника Поля Гогена.
Гоген написал «Дух мертвых не дремлет» в 1892 году, в глухой деревне на острове Таити. На этой картине наблюдается характерное для художника смешение вымысла с явью, когда древние легенды тесно переплетаются с жизнью таитян.
Молодая девушка списана с Техуры, 13-летней таитянской жены Гогена. Дух изображен в виде обычной маленькой женщины. Мрачный фиолетовый фон картины создает соответствующую атмосферу.

## История создания
Толчком к созданию полотна явилось реальное событие. Гоген отправился в Папеэте и задержался там до темна. В светильнике закончилось масло, и поджидавшая художника Техура осталась лежать в темноте. Входя в дом, он чиркнул спичкой, чтобы осветить помещение, чем напугал Техуру: «Могла ли она не принять меня за демонического призрака — тупапау, легенды о которых не дают её народу спать по ночам?». Позже, описывая замысел картины, Гоген замечал, что «туземцы очень боятся привидений и на ночь всегда оставляют зажженной лампу. В безлунную ночь они не выйдут из дому без фонаря, да и с фонарем никто не отважится выйти в одиночку». Тупапау, дух мёртвого, изображён в виде женской фигуры в чёрном плаще и с лицом, похожим на маску: «Как туземная женщина представляет себе привидение? Она никогда не была в театре, не читала романов. Поэтому, когда она пытается представить себе привидение, она думает об умершем человеке, которого знала. Значит, мой призрак должен быть похож на обыкновенную старушку, протянувшую руки как бы для того, чтобы схватить добычу. Склонность к декоративному побуждает меня разбросать на фоне цветы. Цветы тоже тупапау, то есть блуждающие огоньки; они показывают, что привидения интересуются нами, людьми. Таково таитянское поверье». Художник дал картине «таитянское» название «Manao tupapau», что в его переводе звучит как «Мысль, или Вера и привидение», добавив, что «[название] можно толковать двояко. Либо она думает о привидении, либо привидение думает о ней». В действительности на таитянском языке словосочетание «Manao tupapau» звучит буквально как «мысль призрак» и представляет собой бессмыслицу.
Гоген высоко оценивал это произведение и изобразил его на заднем плане своего автопортрета 1893 года.

## Отношение к «Олимпии» Эдуарда Мане
Гоген был поклонником картины «Олимпия» (1863) работы Эдуарда Мане. Он видел картину на Всемирной выставке 1889 года и написал в своем обзоре: «La Belle Olympia, которая когда-то вызвала такой скандал, находится там, и как любая красивая женщина, привлекает немало благодарных взглядов». После того, как французское государство приобрело «Олимпию» у вдовы Мане на средства по открытой подписке, организованной Клодом Моне, Гоген сделал копию с картины, когда она была выставлена в Люксембургском Музее. Копия не особо точная, и, как полагают исследователи, Гоген завершил ее с фотографии. В 1895 году Эдгар Дега приобрел копию за 230 франков на аукционе картин Гогена, чтобы собрать средства для возвращения художника на Таити. Как отмечает историк искусства Клер Фреш-Тори, отсылки к «Олимпии» присутствуют в изображении обнаженных тел и на других на картинах таитянского цикла: «Te Arii Vahine (Королева или Жена короля)» и «Больше никогда» .
Когда в 1893 году Гоген неудачно представил картину «Дух мёртвых не дремлет» на выставке коллекционера Поля Дюран-Рюэля (картина так и не была продана за установленную сумму в 3 000 франков), несколько критиков также отметили сходство композиции с Олимпией. В частности, основатель французского литературно-художественного журнала La Revue Blanche Тадэ Натансон назвал ее «Таитянской Олимпией», а французский поэт и драматург Альфред Джарри более точно — «смуглой Олимпией».

## Критика
Искусствовед Нэнси Моулл Мэтьюз говорит, что картина является прямым потомком предыдущей серии «Бретонская Ева», которую Гоген писал с 1889 года. «Бретонская Ева» 1889 года, показанная на выставке Вольпини 1889 года, изображала Еву в страхе перед змеей, переосмысливая традиционную христианскую тему невинности.
Стивен Айзенман, профессор истории искусств Северо-Западного университета, считает, что картина и ее повествование — «настоящая энциклопедия колониального расизма и женоненавистничества».
Другие историки, такие как Наоми Маурер, рассматривали повествование как способ сделать непристойность темы более приемлемой для европейской аудитории.